# Фонтан на Неве
Фонта́н на Неве́ — фонтан, который располагался в акватории реки Невы напротив стрелки Васильевского острова. Также известен как плавучий фонтан. 
Фонтан открыт 12 июня 2006 года. Стоимость комплекса составляла более 900 миллионов рублей. Обслуживание обходилось примерно в 90 миллионов рублей в год. В 2009 году, из-за проблем с финансированием, работа фонтана была остановлена. Впоследствии фонтан на Неве был демонтирован. Шло обсуждение и выбор нового местоположения, запуск фонтана на новом месте планировался не ранее 2011 года. Но планы по перезапуску фонтана так и не были реализованы.

## Фотогалерея

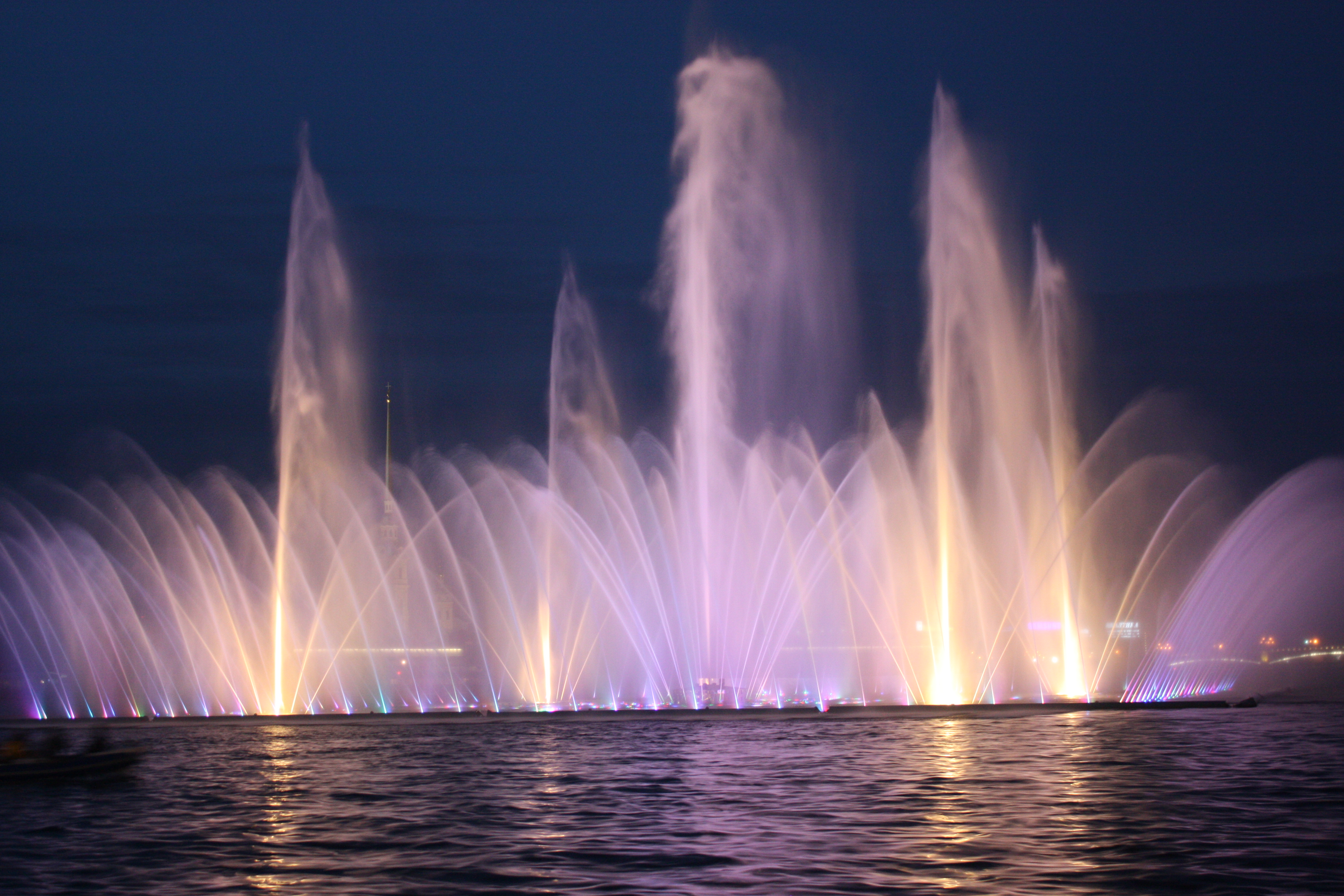
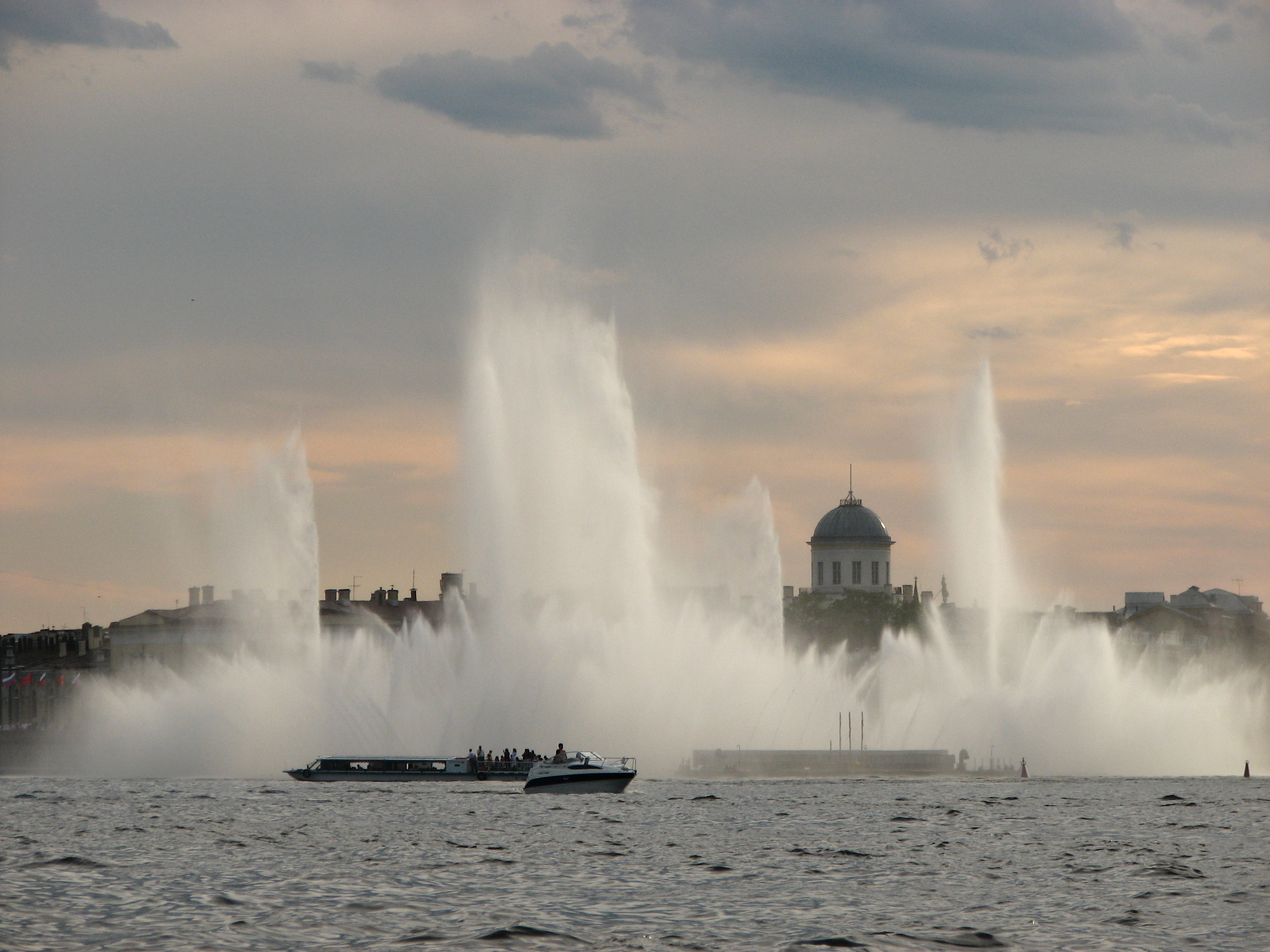
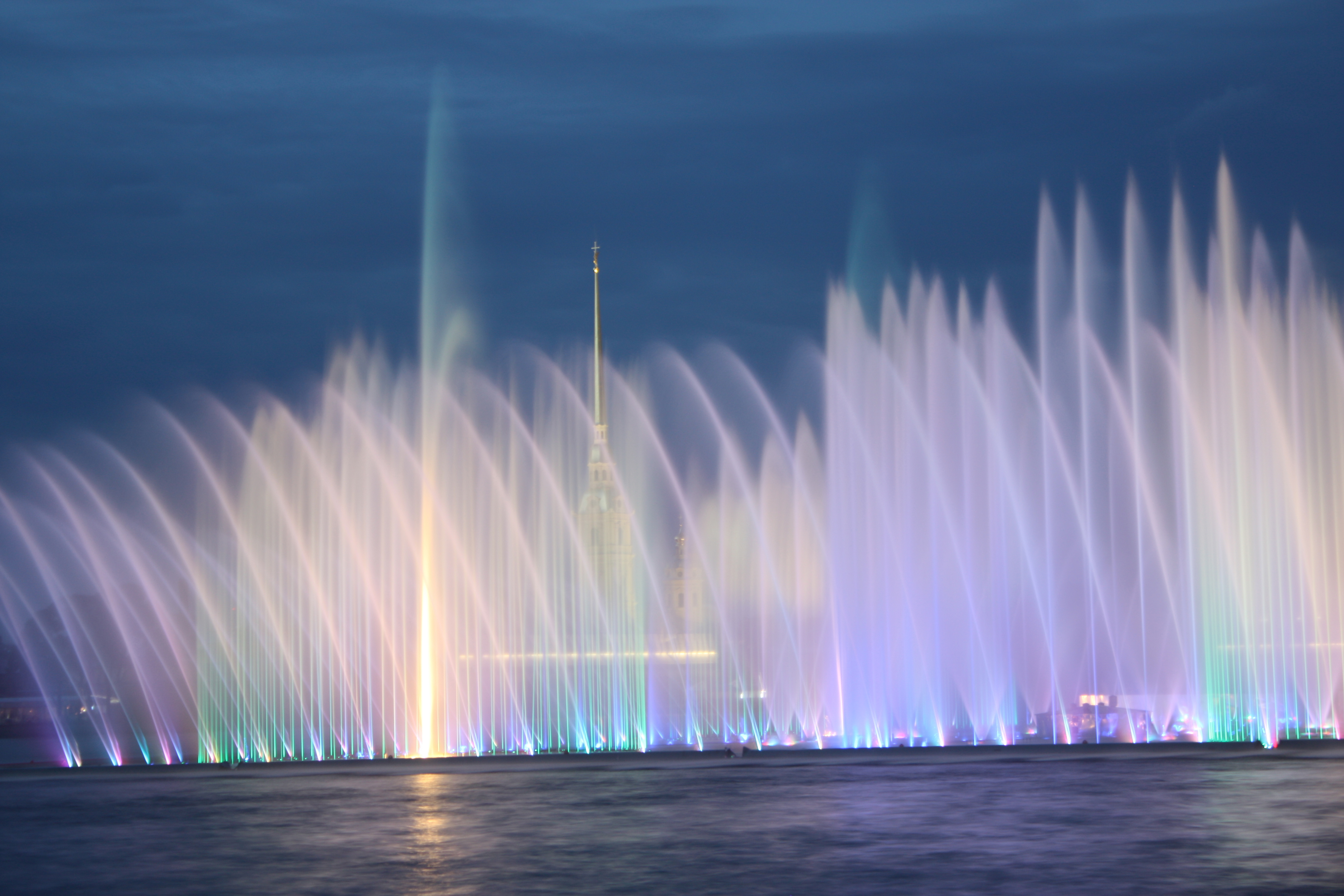
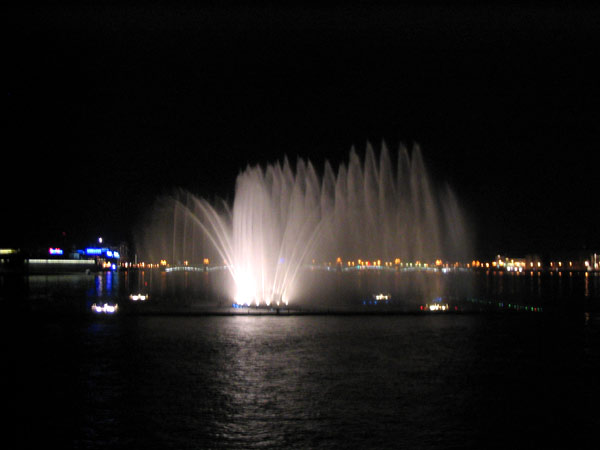

## Технические характеристики фонтана
| Размер                         | 70×70 метров      |
| Высота струй фонтана           | 15—20 метров      |
| Высота центральной струи       | 60 метров         |
| Количество насосов             | 695               |
| Мощность насосов               | от 2,2 до 110 кВт |
| Количество светильников        | 2652              |
| Количество видеопроекторов:    | 4                 |
| Количество лазерных установок: | 4                 |